# Christen Christensen (billedhugger)
 Der er flere personer med dette navn, se Christian Christensen.
Christen Christensen (født 18. januar 1806 i København, død 21. august 1845 sammesteds) var en dansk billedhugger og medaljør.

## Uddannelse
Christensens far var købmand John Christensen, hans mor var født Birch; han blev født i København 18. januar 1806 og mistede kort før sit 14. år sin far. Efter konfirmationen blev han sat i lære hos billedhugger Nicolai Dajon, hvor han arbejdede i 4 år til dennes død (december 1823), og samtidig besøgte han Kunstakademiets Skoler. Her vandt han i hurtig rækkefølge 1824 den lille og store sølvmedalje, samme år en pengepræmie for modellering efter den levende model og 1825 den mindre guldmedalje som billedhugger. Varmt anbefalet til kongelig understøttelse udførte han til Christiansborg Slot billedstøtterne Troskab og Sandhed til forhallen, Arkitektur, Malerkunst og Billedhuggerkunst til "Kongens" Trappe samt basrelieffet Apollo blandt Hyrder til dronningens påklædningsværelse, medens han samtidig konkurrerede til og vandt den store guldmedalje ved Akademiet. Opgaven var Elias opvækker Enkens Søn (1827). året før havde han udført Melpomene og Thalia til det daværende Kongelige Teater.
Med den store guldmedalje havde han vundet ret til Akademiets stipendium som billedhugger, men bestemte sig dog til, efter opfordring af akademiets præses, prins Christian Frederik, at uddanne sig til medaljør og konkurrerede i dette fag om en præmie på 100 rigsdaler for reversen til en medalje til ære for bygmesteren C.F. Hansen. Denne medalje, hvis avers han samtidig havde udført efter bestilling fra anden side, væsentlig med Freunds buste til forbillede, vandt så meget bifald, at han foruden præmien fik et gratiale på 200 rigsdaler af Akademiet og, ifølge dets indtrængende anbefaling, rejsestipendium af finanserne. Inden afrejsen fuldendte han dog et par andre medaljer.

## Udlandsrejse
Han var udenlands 1831-34, tilbragte omkring tre år i Rom og rejste hjem over Paris og Berlin for på de sidstnævnte steder at studere teknikken ved stålets behandling i stempler med mere. Blandt hans arbejder i Rom vidnede navnlig medaljen i anledning af Frederik VI’s helbredelse med kongens portræt på aversen, København (som kvinde) ofrende til Hygæa på reversen, om så alvorlige Studier af antik kunst, om et sådant herredømme over de tekniske midler, at denne medalje er den unge kunstners fulde ejendom, selv om udkastet dertil var sendt ham fra billedhugger Freund. Af billedhuggerarbejder kan nævnes en buste af maleren Albert Küchler.

## Hovedværker
1835 blev han agreeret på indsendte arbejder og fik den opgave, da Bertel Thorvaldsen netop i de år var i færd med at hjemsende modellerne til alle sine i Rom udførte arbejder, at modellere en medalje til minde herom som antagelsesstykke til Akademiet. Den temmelig store medalje har på aversen Thorvaldsens portræt i højt relief, omgivet af Alexandertoget som en kredsrund frise, på reversen Danmark som en siddende kvinde med axekrans om håret og det danske våbenskjold ved siden, støttende hånden imod det; ved hendes fod antydes havet ved en bølgelinje, og en på en delfin hvilende nymfe (Galathea, navnet på den ene af de korvetter, som havde overført Thorvaldsens værker) overrækker hende Amor med Lyren. Denne fremstilling, som er holdt i fuldkommen antik stil, er ligeledes omgiven af en rund frise, der indeholder en række af kunstnerens værker: i en mindre bue foroven Christus med nogle af apostlene, derpå, hver til sin side, Dagen og Natten og endelig i den større nedre bue et udvalg af hans værker fra den mytologiske og heroiske forestillingskreds. Det er ikke umuligt, at Freund, hos hvem kærligheden til og følelsen for medaillørkunsten bevaredes så usvækket, også ved denne lejlighed har støttet sin elev; dog tilhører den hele pragtfulde, rige komposition og elegante, om end noget mindre strenge, behandling, navnlig af draperierne, som kompositionen af sig selv måtte kræve, ganske Christensen Thorvaldsens portræt er overordentlig ædelt, med meget liv i udtrykket og fylder på en udmærket smuk måde i det begrænsede rum. Men der skulle kun bevares nogle få aftryk af denne den oprindelige medalje, uden tvivl kunstnerens mesterværk. Stemplerne lede under hærdningen, og i den nervøse tilstand, hvori mange års anstrengte virksomhed og en ikke stærk helbred havde sat kunstneren, overvurderede han sikkert den skade, der var sket, kasserede stemplerne og skar nye efter de samme modeller. Hans venner havde finfølelse og mådehold nok til at trøste den næsten modløse kunstner med, at de nye stempler overgik de gamle; men når man nu, efter så lang tids forløb, kaster et blik på de to medaljer, må man erkende, at selv om reversen ikke står tilbage, har aversen dog tabt noget. Thorvaldsens hoved er gjort større, højere i relieffet, det er lidt mindre levende i trækkene, måske også lidt mindre rigtigt i forholdene, dog ikke mere, end at denne medalje, som Akademiet siden 1838 har uddelt som "Udstillingsmedalje", hører til den nyere tids mest vellykkede. Det bestemtes nemlig, at medaljen skulle anvendes som den sidste og mest hædrende belønning "for Talent og heldig Bestræbelse", før den fuldt udviklede kunstner selv blev medlem af Akademiet. Men uagtet medaljen første gang tilkendtes i 1838 maleren Martinus Rørbye, kunne den ikke uddeles straks, thi 1842 blev først et ciseleret eksemplar i sølv overrakt Thorvaldsen selv.

## Hædersbevisninger
På modellen til denne medalje blev Christensen medlem af Kunstakademiet 27. august 1838, i 1843 blev han udenlandsk medlem af kunstakademiet i Berlin og samme år Ridder af Dannebrog, i 1845 af kunstakademiet i Stockholm. Fra 1841 fungerede han i 2 år som professor ved modelskolen, og efter Thorvaldsens død blev han 13. september 1844 selv udnævnt til professor ved modelskolen. Men hans virketid blev kun kort. De mange arbejder havde overanstrengt ham, i de sidste 10 år af hans liv var hans nervesystem stærkt angrebet, og allerede 21. august 1845 bortkaldte døden ham, knap 40 år gammel. Han er begravet på Assistens Kirkegård.
Han var i 1835 blevet gift med Oline Louise Bugge, med hvem han havde to døtre, hvoraf den ene blev gift med maleren Adolf Mackeprang. Hans enke overlevede ham til 9. marts 1878.
Af hans øvrige arbejder skal endnu kun fremhæves nogle få: Aversen til Landhusholdningsselskabets medalje med Albrecht Daniel Thaers portræt, medaljen i anledning af, at Jean-Félix Adolphe Gambart opdagede en ny komet, med Urania, pegende på himmelkloden, begge udførte under udenlandsrejsen, medaljen i anledning af Frederik VI’s død (1840) og medaljen over professor, skolebestyrer Nielsen. Desuden udførte han ikke få buster og portrætmedaljoner i naturlig størrelse.